# Angwu
Angwu (kinesiska: 昂武) är en köping i Kina. Den ligger i provinsen Guizhou, i den sydvästra delen av landet, omkring 170 kilometer söder om provinshuvudstaden Guiyang. Antalet invånare är 9157. Befolkningen består av 4 547 kvinnor och 4 616 män. Barn under 15 år utgör 33 %, vuxna 15-64 år 59 %, och äldre över 65 år 6,0 %.